# Kleinův palác

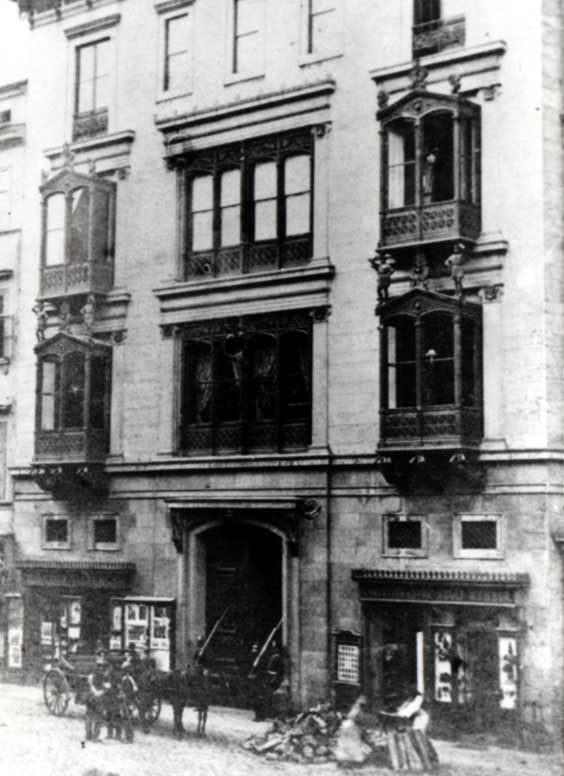
Brno, Kleinův palác (1866)

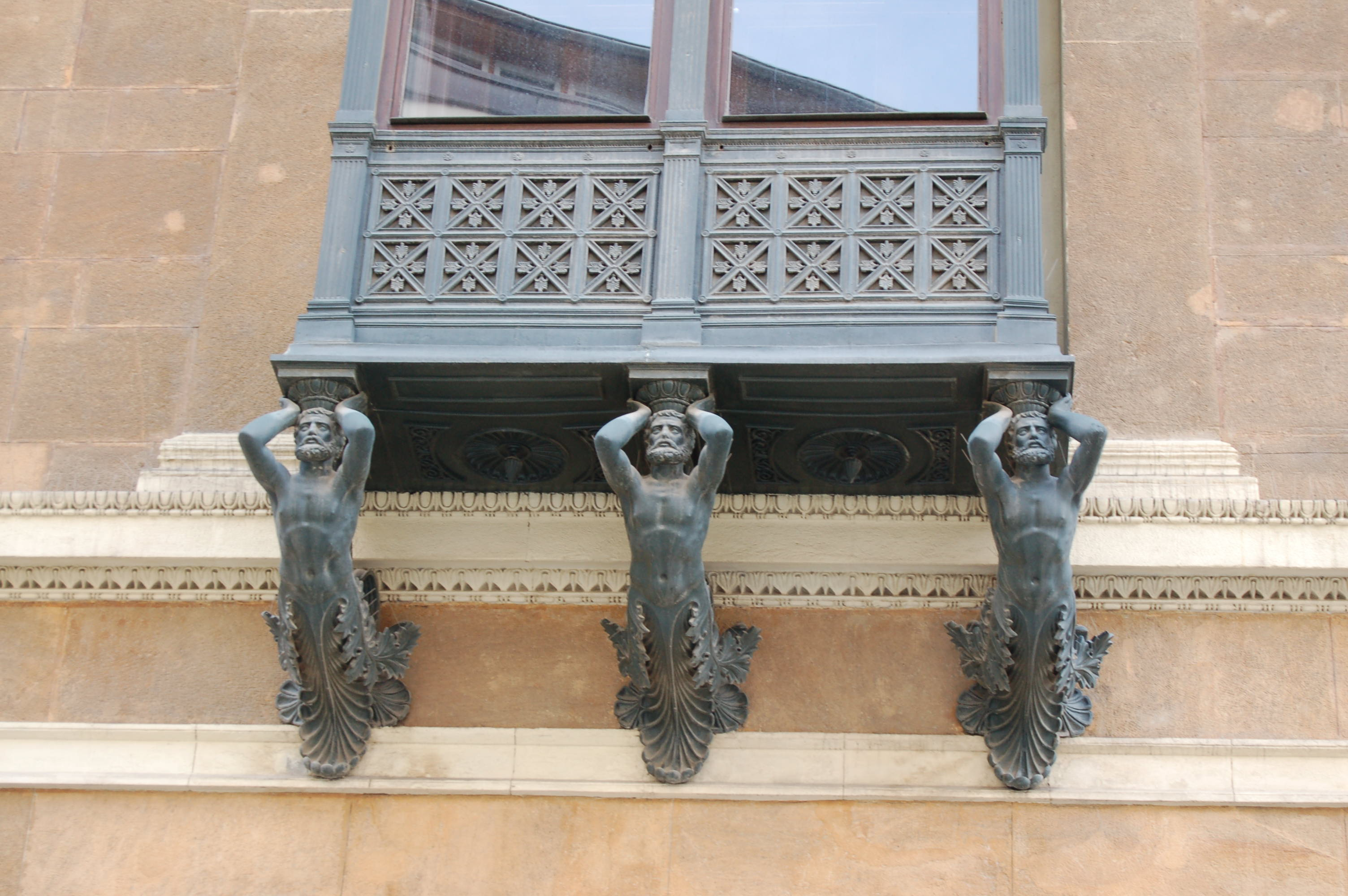
Brno, Kleinův palác, żeliwne wykusze

„Kleinův palác” (Pałac Kleinów) – neorenesansowa kamienica mieszczańska przy Náměstí Svobody 15, w Brnie, na Morawach w Czechach, zbudowana w latach 1847–1848 dla braci Kleinów. Architekci: Theofil Hansen i Ludwig Förster użyli żelaza do ozdobienia fasady, szczególnie w wykuszach na pierwszym i drugim piętrze. Wykorzystanie żelaza w celach zdobniczych było uzasadnione faktem, że Kleinowie byli wówczas właścicielami huty w Sobotínie, budowali też drogi i linie kolejowe (trasa: Hodonin-Ołomuniec-Praga), prowadzili prace związane z regulacją rzek i prace fortyfikacyjne. Pałac Kleinów, po długotrwałych pracach konserwatorskich otwarto ponownie w roku 1997. Od roku 2011 znajduje się tu Dział Muzyki Poważnej Biblioteki Mahena, oddział Czeskiej Izby Adwokackiej na Morawach oraz oddział Banku Credit Lyonnais.